# Memorialul Interaliat de la Cointe
Memorialul Interaliat de la Cointe (în franceză Mémorial Interallié) este un memorial construit după Primul Război Mondial la Liège, în Belgia. Memorialul este un ansamblu alcătuit din biserica Sacré-Cœur, ca edificiu religios, și un cenotaf cu turn, ca monument laic.

## Istoric

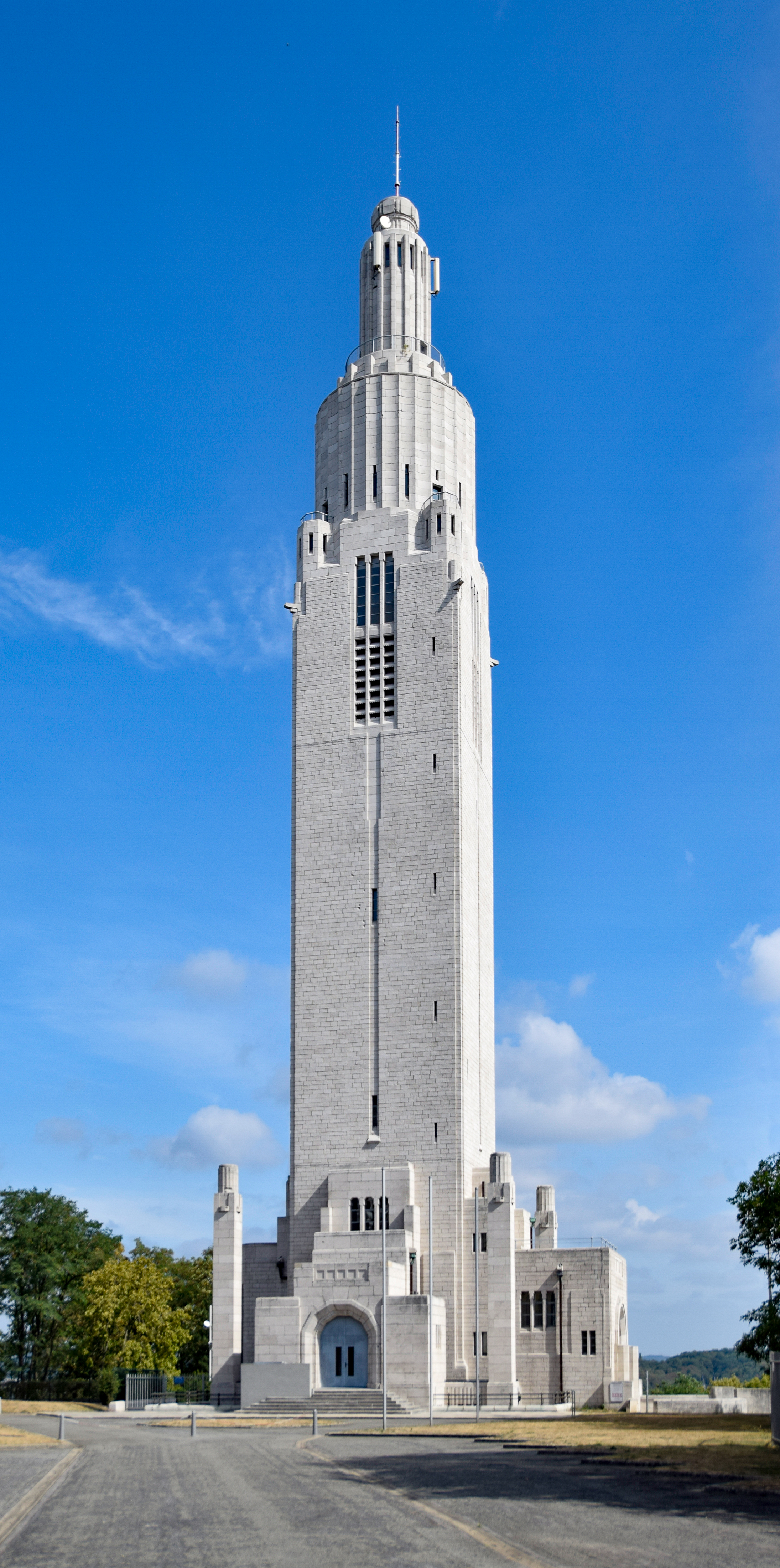
Turnul Memorialului Interaliat.

Pe 3 august 1914, Germania a declarat război Franței și Belgiei, iar în ziua următoare trupele germane au invadat Belgia pentru a avansa spre Paris, declanșând campania militară de pe Frontul de vest în Primul Război Mondial. Orașul Liège, important nod feroviar între Germania și Franța trecând prin Bruxelles, a fost primul în care armata belgiană a opus rezistență, ajutată și de centura de 12 forturi a localității. Trupele germane au atacat orașul pe 5 august, considerând că vor obține o victorie ușoară, însă apărătorii belgieni, deși mult depășiți numeric, au rezistat eroic timp de 11 zile, provocând pierderi grele forțelor de invazie.
În 1925, după război, Federația interaliată a foștilor combatanți (FIDAC) a hotărât construirea unui monument dedicat memoriei tuturor celor care și-au pierdut viața luptând de partea forțelor aliate. Monumentul urma să fie finanțat prin subscripții publice și private în țările aliate.
Inițial s-a dorit ca monumentul să fie ridicat în Sarajevo, acolo unde asasinarea arhiducelui Franz Ferdinand a declanșat Primul Război Mondial, însă membrii italieni ai FIDAC și-au utilizat dreptul de veto, deoarece Regatul Italiei se afla în acel moment în conflict cu Regatul Iugoslaviei asupra controlului Mării Adriatice. În consecință, membrii FIDAC au căzut de acord asupra orașului Liège, deoarece acesta fusese primul, după izbucnirea războiului, care a fost atacat și a opus rezistență inamicului.
Pentru ridicarea monumentul a fost ales un comitet belgian prezidat de prințesa Jean de Merode (1874-1955), o persoană foarte cunoscută pentru operele sale de caritate. Comitetul a căutat un loc potrivit pentru înălțarea monumentului, iar în final a combinat proiectul cu acela al unei asociații locale care dorea să construiască o biserică pentru comemorarea victimelor războiului. Asociația poseda deja un teren în acest scop pe colina Cointe, însă nu și fondurile necesare construcției.
Proiectarea monumentului a fost încredințată arhitectului Joseph Smolderen din Anvers, iar lucrările au debutat în septembrie 1928. Edificiul religios, terminat primul, a fost târnosit și închinat Preasfintei Inimi a lui Isus (în franceză Sacré-Cœur) în 1936. Cupola sa a fost realizată din 13 tone de foi de cupru provenit din Katanga, la acea vreme o provincie a coloniei Congo Belgian, laminate apoi în uzinele „Cuivre et Zinc” de la Chênée. Monumentul laic a fost inaugurat pe 20 iulie 1937, în prezența Regelui Leopold al III-lea.
Statul belgian, devenit proprietarul turnului în 1949, a executat lucrări de restaurare începând din 1962, mai ales că întreg ansamblul memorialului a fost afectat de bombardamentele aeriene din Al Doilea Război Mondial. Lucrările au fost finalizate în 1968, iar pe 20 noiembrie, Regele Baudouin I a procedat la o a doua inaugurare.
Începând din 1985, turnul și biserica sunt deschise publicului, însă vizitele sunt permise doar de trei ori pe an: în sâmbăta și duminica de Rusalii, de zilele patrimoniului din Valonia (în septembrie) și de ziua națională a Belgiei.
În primăvara anului 2007, autoritatea federală belgiană pentru clădiri a demarat lucrări de renovare a interiorului și exteriorului sitului, planificate pe mai mulți ani.
Biserica a fost desacralizată în 2010, iar proprietarul său, asociația parohială „Monument régional du Sacré cœur”, care nu mai dispune de fondurile necesare pentru a o întreține și reabilita, a anunțat că este în căutarea unui cumpărător. Clădirea se află în stare vizibilă de degradare. În 2014, pentru a masca situația edificiului în timpul ceremoniilor de comemorare a 100 de ani de la declanșarea Primului Război Mondial, cancelaria Primului Ministru a comandat o lucrare artistului și graffitistului francez Bonom (Vincent Glowinski), care a pictat pe zidurile bisericii o frescă reprezentând 100 de porumbei ai păcii.
Pe 24 ianuarie 2011, biserica Sacré-Cœur a fost clasată sub codul 62063-CLT-0430-01 și inclusă în lista patrimoniului imobil al Regiunii Valone.
Începând din 2000, tunelul Cointe, lucrare de infrastructură de pe autostrada A602, traversează pe sub sit.

## Descriere
Biserica adăpostește diverse obiecte de patrimoniu precum statuile a doi sfinți, Sfântul Maurus și Sfântul Mortus, care este patronul cartierului Cointe. Memorialul laic adăpostește în incinta sa mai multe monumente și opere oferite de națiunile aliate. Sunt reprezentate în total șapte țări, Franța, Grecia, Italia, Polonia, Regatul Unit, România, Rusia și Spania. Unele din monumente sunt situate pe esplanada de la exterior, iar altele în mausoleul de la baza turnului votiv, în cripta și sălile acestuia.
Turnul, construit în stil Art Deco și având o înălțime de 75 metri, se termină la partea superioară cu un coronament cilindric în retrageri succesive.
Situl de la Cointe este unic în Belgia, atât prin faptul că asociază laicul și religiosul în cadrul aceluiași memorial, cât și prin faptul că reprezintă un simbol al omagiului colectiv adus țării de către aliații din Primul Război Mondial.

## Monumente
În mausoleul turnului și pe esplanada învecinată sunt expuse numeroase monumente și opere memoriale donate de națiunile aliate. În 1937, în momentul inaugurării memorialului, nu existau decât monumentul francez, cel român, cel spaniol și cel italian.

### Pe esplanadă
- Italia: „Statuia fantassinului italian”, dedicată infanteriștilor italieni.
- Regatul Unit: „Zidul”, ridicat „în memoria bravelor forțe armate britanice”.[17]
- Polonia: „Pietrele spălate”, „în memoria soldaților polonezi care au luptat pentru libertatea noastră și a voastră”.
- Rusia: Compoziția tragică „Soldaților ruși și sovietici căzuți în timpul Primului și celui de-Al Doilea Război Mondial”.
- Grecia: Monument compus dintr-o piramidă alcătuită din 114 căști inspirate de soldații spartani.[17][18] Monumentul a fost realizat la inițiativa lui Dimitris Avramopoulos, la acea vreme consulul Greciei la Liège, și a fost inaugurat oficial pe 11 noiembrie 1988.[18] Trei dintre căști au fost furate la câteva luni după inaugurarea sa, iar alte 12 în primăvara anului 2020.[18][19] În weekend-ul 16-17 ianuarie 2021, toate celelalte căști au fost furate de către autori necunoscuți, poliția suspectând hoții de metale.[19] Pe locul piramidei de căști a fost amplasat un panou metalic de dimensiuni similare monumentului original, pe care sunt desenate cele 114 căști.
- Una din laturile esplanadei este închisă de un zid de piatră inscripționat „Aux défenseurs de Liège, les Nations alliées, 1914-1918” (în română Apărătorilor Liège-ului, Națiunile Aliate, 1914-1918).

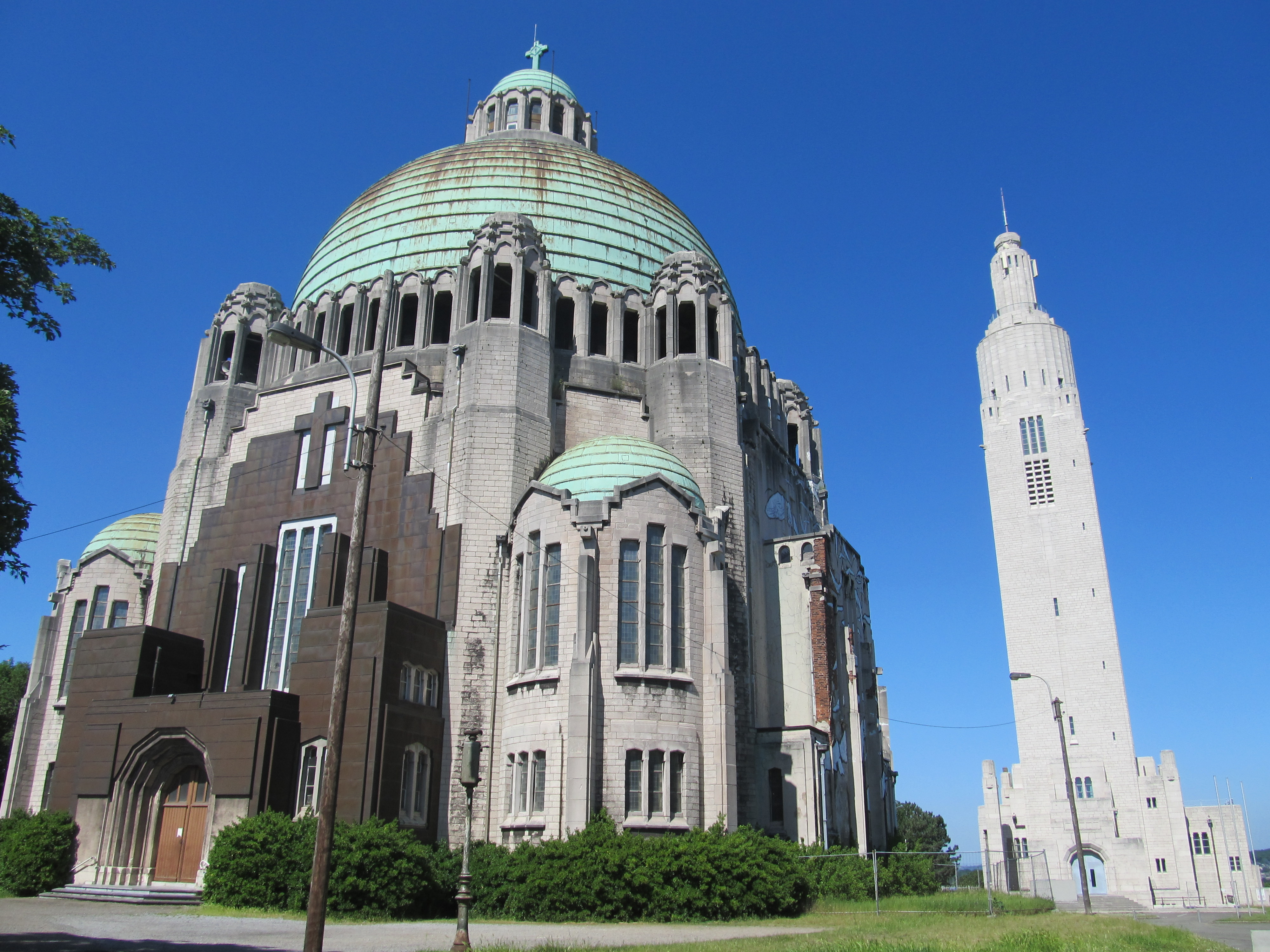
Biserica și turnul
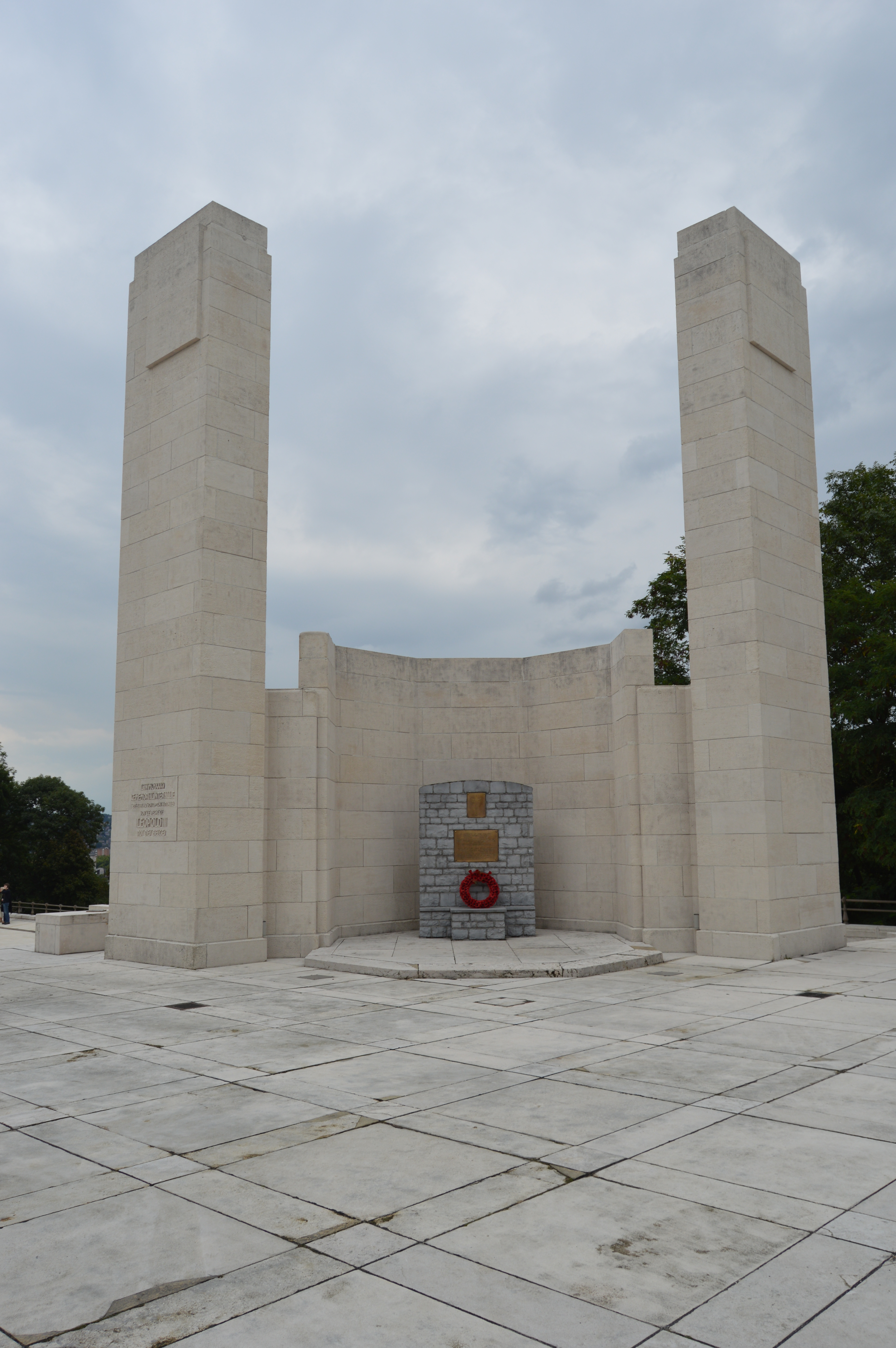
Monumentul britanic
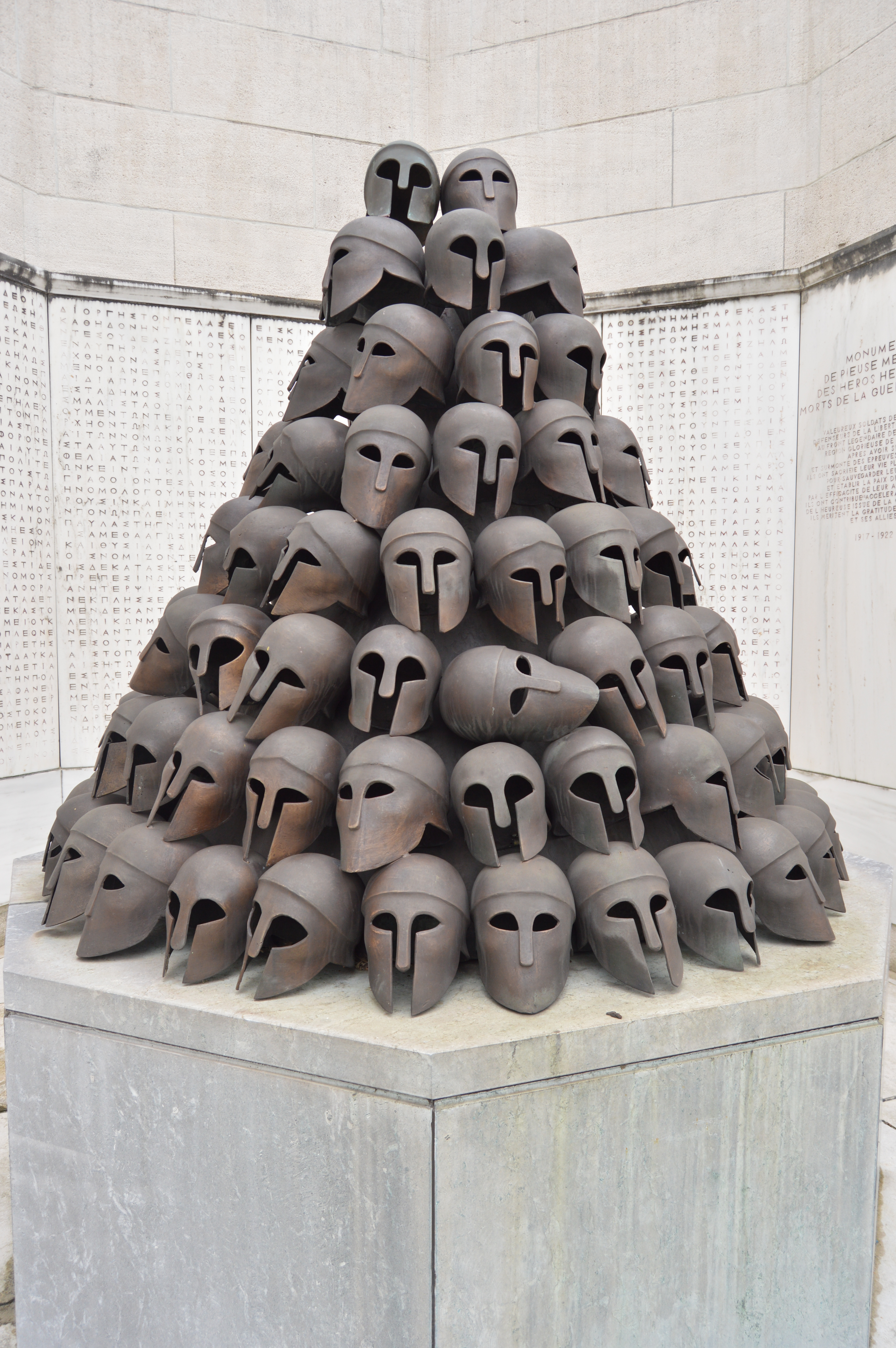
Monumentul grec, furat în ianuarie 2021
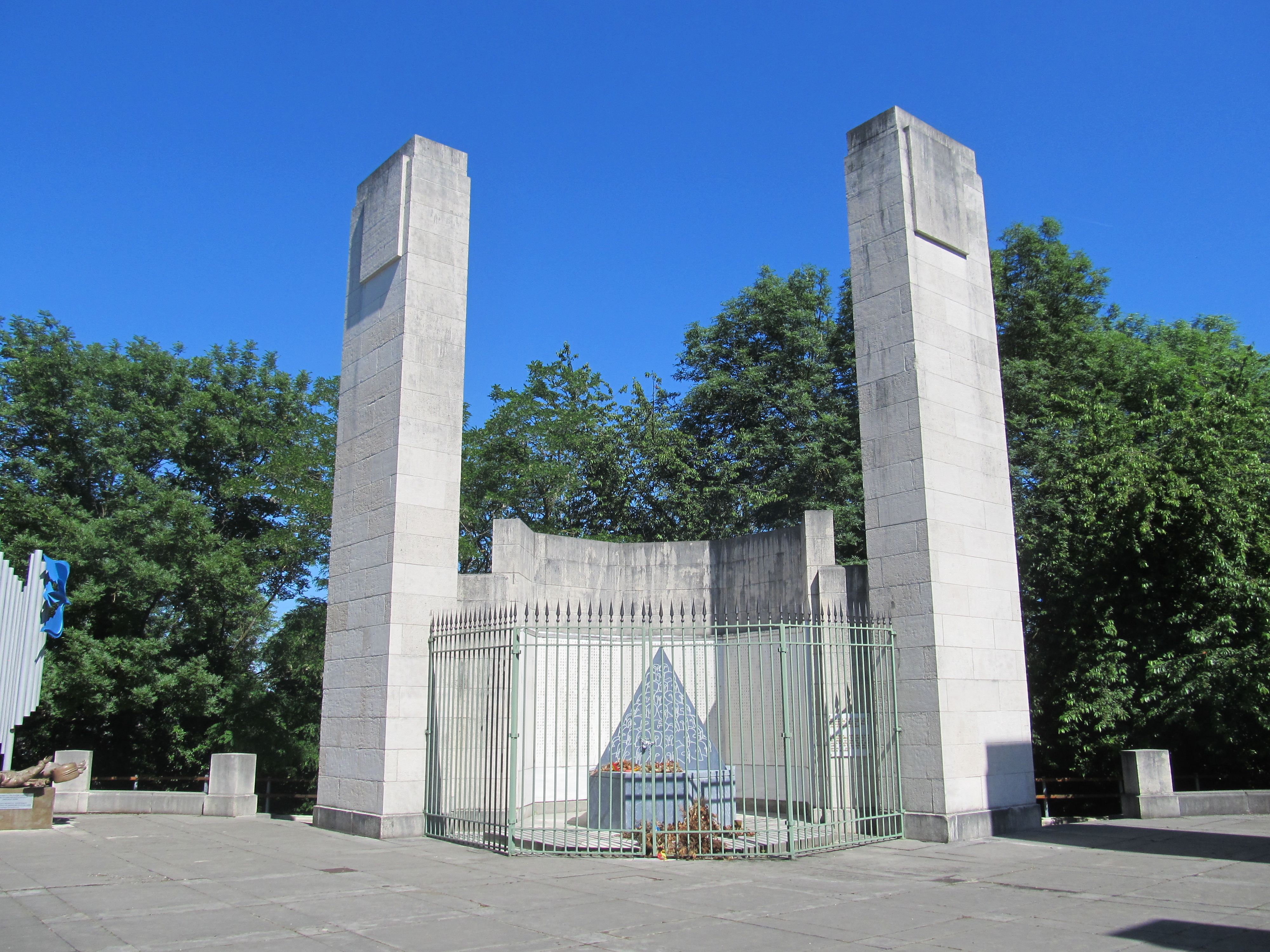
Copie montată după furtul monumentului grec original
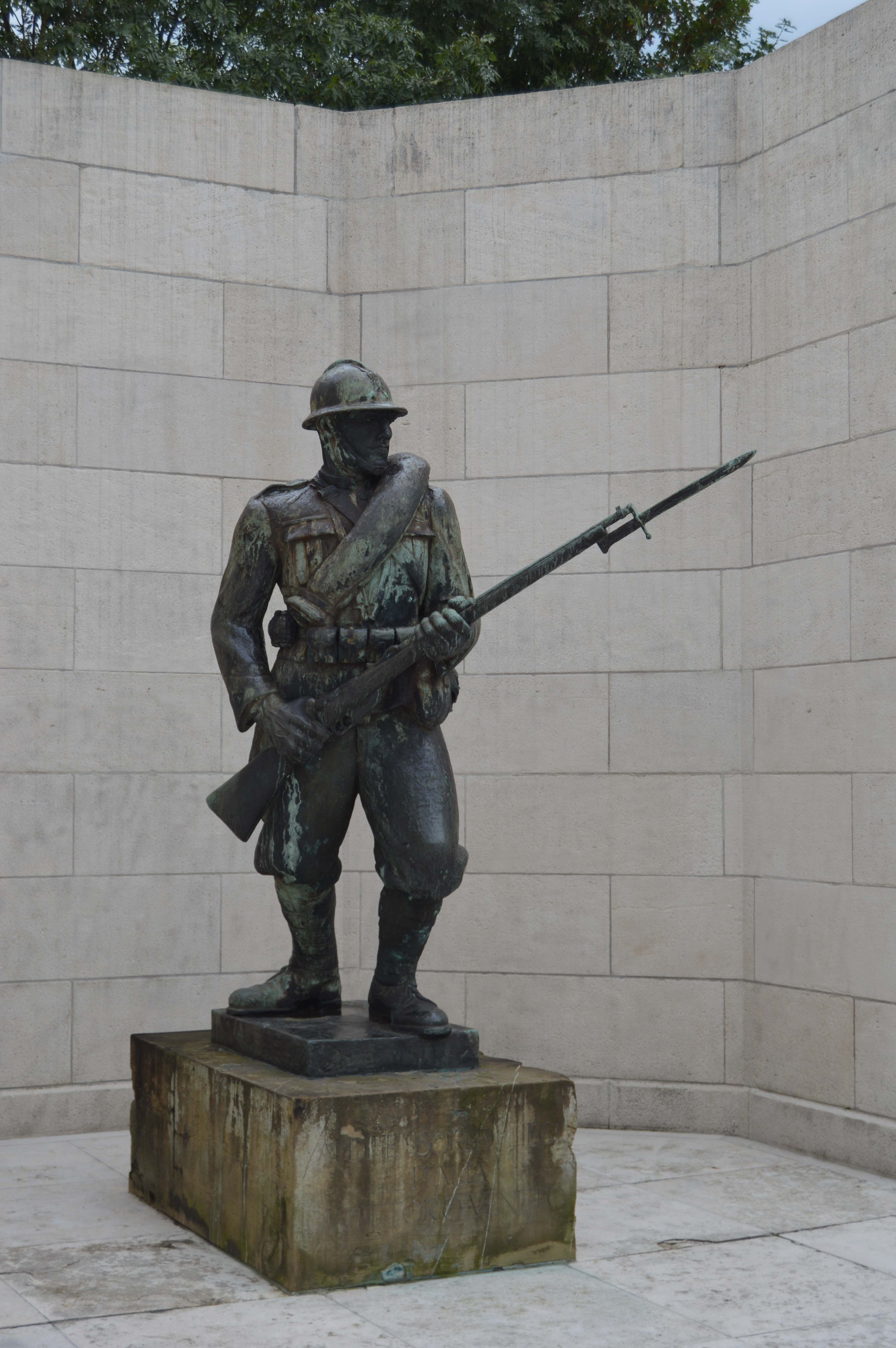
Monumentul italian
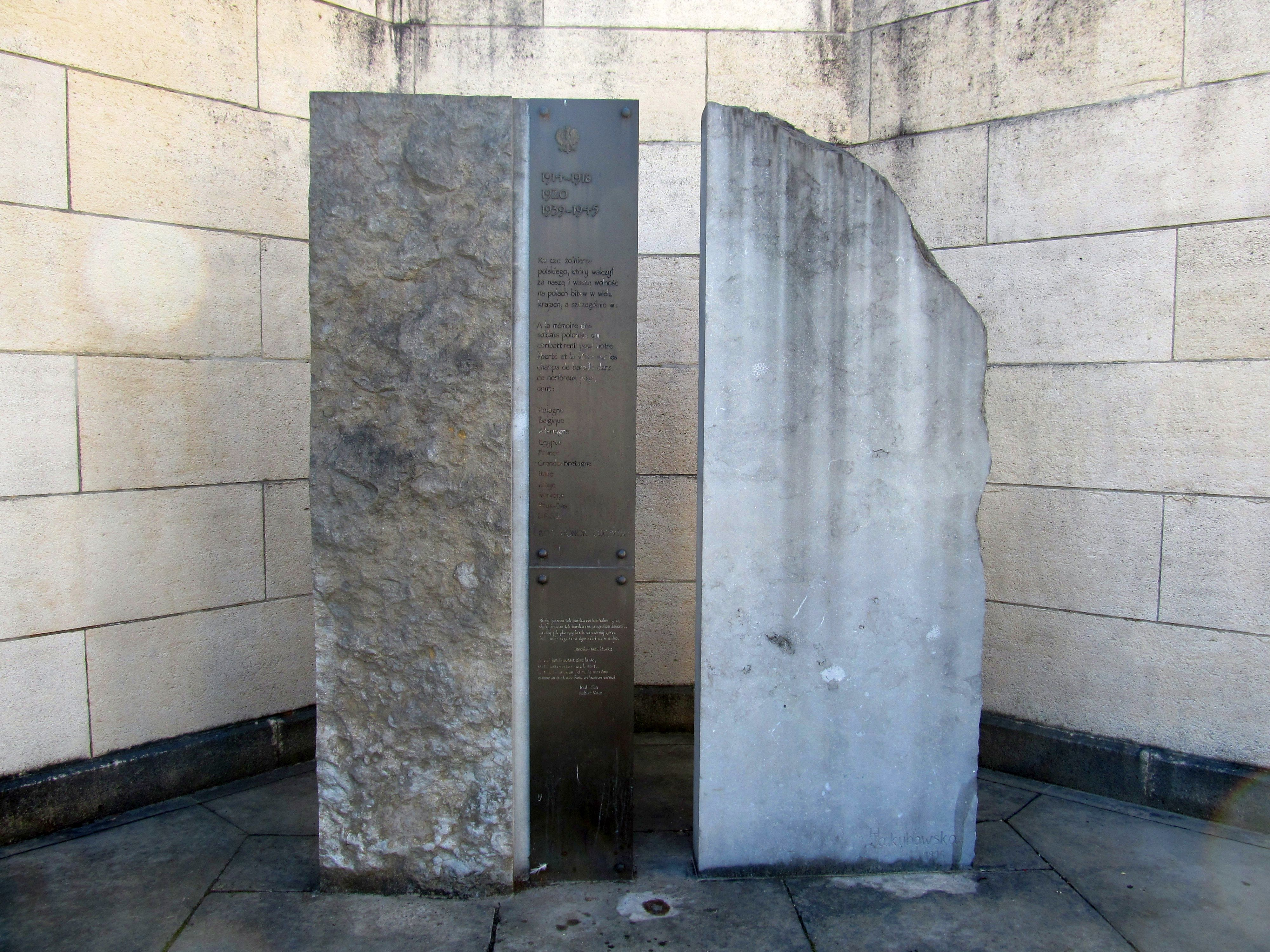
Monumentul polonez
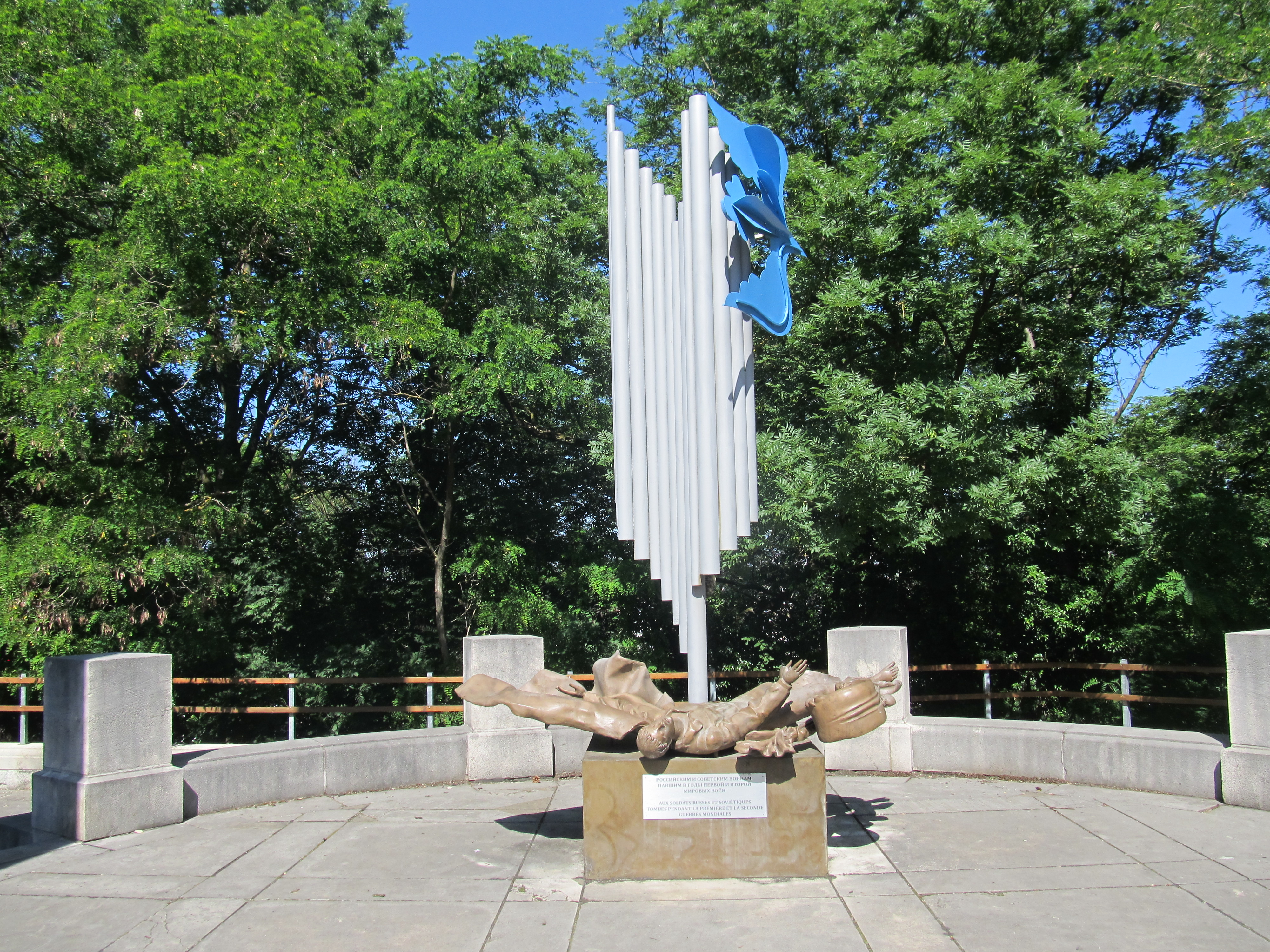
Monumentul rus
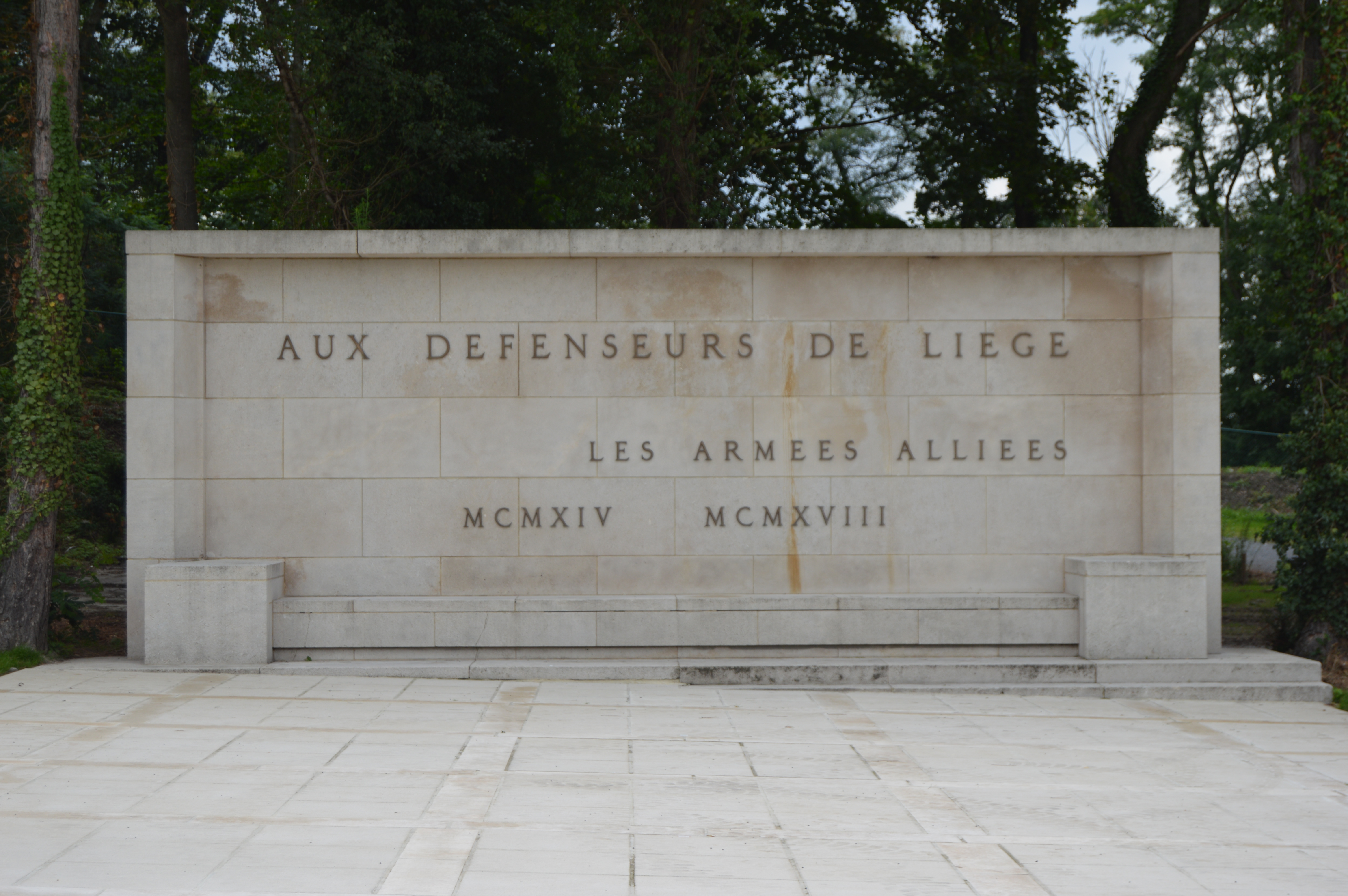
Monumentul apărătorilor orașului Liège

### În interiorul turnului
- Franța: Alegoria „À la Belgique, la France reconnaissante” (în română Belgiei, Franța recunoscătoare), incluzând un mesaj al președintelui francez Raymond Poincaré și al regelui Albert I al Belgienilor.
- România: Sarcofagul „Aux Héros” (în română Eroilor).
- Spania: țară neutră în timpul războiului, dar care a trimis ajutoare, de unde și placa inscripționată „La Belgique se souvient de l'aide humanitaire du noble peuple espagnol” (în română Belgia își amintește ajutorul umanitar al nobilului popor spaniol).

#### Monumentul românesc

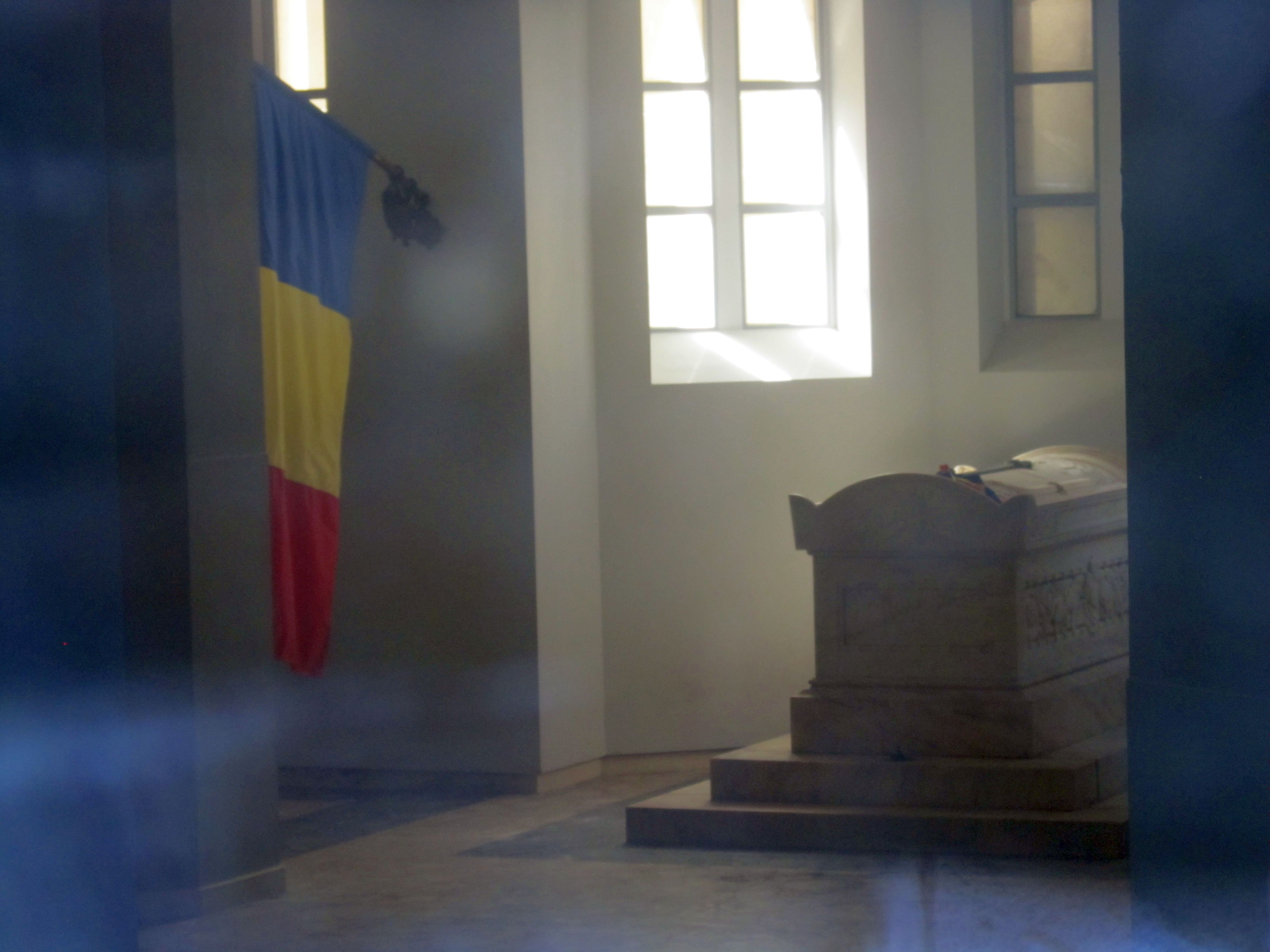
Sarcofagul românesc, monument realizat de Emil Wilhelm Becker

Monumentul românesc este un ansamblu al cărui element principal este reprezentat de un sarcofag sculptat dintr-un bloc de marmură albă de Transilvania, în stil romano-bizantin, și având o greutate de 6 tone. Lucrarea a fost executată de Emil Wilhelm Becker, care a câștigat concursul pentru realizarea unui monument al Eroului Necunoscut Român care să fie expus la Memorialul Interaliat. Sarcofagul a fost sculptat în atelierul de la casa din București a artistului și transportat la Liège cu trenul, într-un vagon de marfă. Becker a rămas alături de lucrarea lui timp de șapte zile, cât a durat călătoria cu trenul până în Belgia, și a supravegheat manevrele hamalilor care au încărcat-o, descărcat-o și așezat-o pe locul unde este expusă și astăzi.
Pe ecusonul sarcofagului sunt inscripționați anii participării în război a țării, 1916-1919, deoarece Regatul României a intrat în război la 16 august 1916 și a luptat până în toamna lui 1919, contra trupelor sovietice ungare ale lui Béla Kun. Pe capac, sculptorul a încrustat o spadă de bronz cu mânerul în cruce, gravată în centru cu cei doi „F”, monograma regelui Ferdinand. Capătul expus vizitatorilor al sarcofagului este gravat cu stema regală a României și cu inscripția „Suprême hommage aux héros de la Roumanie” (în română Omagiu suprem eroilor României).
Sarcofagul conține pământ adus din toate regiunile României și câte puțin pământ din unele țări aliate. La stânga și la dreapta sarcofagului a fost desfășurat steagul României, cu stema regală, iar pe cele două catarge au fost montate candele. În zidul din spatele sarcofagului a fost creată o nișă, ferecată cu un grilaj metalic, în care sunt expuse trei imagini-simbol ale României. În perioada recentă, steagul regal a fost înlocuit cu drapelul actual al României. 
Monumentul românesc este înregistrat oficial în catalogul exponatelor de la Memorialul Interaliat sub numele „Aux Héros” (în română Eroilor).
Suplimentar, lui Emil Wilhelm Becker i-au fost comandate două medalii care înfățișau cele două clădiri ale Memorialului. În 1937, Becker a fost primit în audiență de Regele Leopold al III-lea, căruia i-a prezentat machetele medaliilor, având pe revers chipul suveranului belgian și pe cel al Regelui Carol al II-lea.

## Farul
În noiembrie 2012 au fost efectuate teste, după ce un far a fost instalat la partea superioară a turnului. Farul, asemănător celui de la Turnul Eiffel, a fost inaugurat pe 4 august 2014, dată care coincide cu festivitățile de comemorare a 100 de ani de la izbucnirea Primului Război Mondial. Farul funcționează cel mult patru ore pe noapte, niciodată după ora 01:00, și doar la sfârșit de săptămână și de sărbătorile legale sau în timpul evenimentelor comemorative.
Farul a fost realizat de firma Sky Light, care a dezvoltat un tip de far care funcționează cu un consum redus de energie, bazat pe rotația unui bloc optic plasat la ieșirea unui proiector cu xenon având o putere de 2000 W, instalat pe verticală, și care nu va necesita decât schimbarea anuală a lămpii.

## Comemorarea Primului Război Mondial
Pe 4 august 2014, în incinta Memorialului Interaliat a avut loc o comemorare majoră, cu ocazia centenarului declanșării Primului Război Mondial. La festivitățile oficiale au luat parte numeroși șefi de stat, printre care și președintele României de la acea vreme, Traian Băsescu, precum și reprezentanți ai foștilor combatanți.

## Panorama

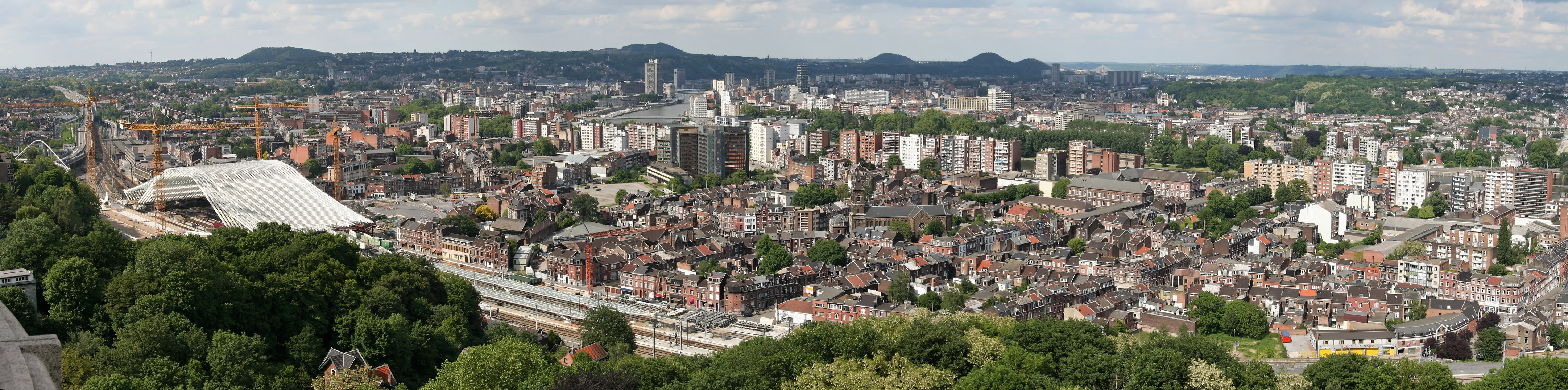
Orașul Liège văzut din vârful turnului Memorialului Interaliat în iunie 2006. În stânga, gara Liège-Guillemins, în construcție la acea vreme. În partea de sus a fotografiei se observă fluviul Meuse traversând zona centrală, iar la orizont depozitele de steril ale fostelor mine de cărbune Sainte-Barbe, Batterie nouveau, Petite Bacnure, Bernalmont și Belle-Vue.